# Crispen Chakanyuka
Crispen Chakanyuka  fue un escultor de Zimbabue conocido por sus tallas en piedra, nacido el año 1943 en Guruve y fallecido en octubre de 2002.

## Datos biográficos
Nacido en el distrito de Guruve, Chakanyuka completó sus estudios en 1960, y viajó a Nyanga en busca de trabajo. Allí conoció a Joram Mariga, quien le fue presentado por John Takawira. Mariga le enseñó a esculpir, pronto le pone en contacto con Frank McEwen en la Galería Nacional de Rodesia. McEwen recomienda a Chakanyuka al Centro de Arte Nyarutsetso, donde pasó dos años haciendo esculturas y trabajando como profesor. Una vez establecido, volvió a Guruve y abrió un estudio.
En 1966 Tom Blomefield, propietario de la Granja Tengenenge en Guruve, pidió a Chakanyuka que le enseñara a esculpir. Chakanyuka lo hizo, utilizando en el trabajo los ricos yacimientos de serpentinita en la granja. Como las Naciones Unidas comenzaron a imponer restricciones a Rodesia, el cultivo de tabaco se hizo menos rentable, por lo que los dos hombres, transformaron la granja en la Comunidad Escultura Tengenenge. Chakanyuka permaneció algunos meses al cargo de la enseñanza de una serie de escultores jóvenes.
Chakanyuka se vio obligado a abandonar su trabajo y convertirse en constructor, cuando comenzó la guerra de liberación de Zimbabue. Continuó en esta línea de trabajo durante más de veinte años antes de regresar a la escultura en 1994, cuando se convirtió en artista en residencia en el Parque de Esculturas Chapungu. Desde entonces ha ocupado su tiempo completamente en la escultura, y ha expuesto en una serie de exposiciones internacionales y participado en varios talleres en los últimos años.
El trabajo de Chakanyuka está influenciado por el arte de los pueblos Shona, y ejemplos de sus esculturas se pueden ver en el Parque de Esculturas Chapungu.